# NGC 6673
NGC 6673 é uma galáxia elíptica (E-S0) localizada na direcção da constelação de Pavo. Possui uma declinação de -62° 17' 49" e uma ascensão recta de 18 horas, 45 minutos e 06,3 segundos.
A galáxia NGC 6673 foi descoberta em 7 de Agosto de 1834 por John Herschel.